# Abzweigung (Gebrauchsmuster)
Die Abzweigung ist eine Gebrauchsmusteranmeldung des Inhabers einer früheren, dieselbe Erfindung betreffenden Patentanmeldung, verbunden mit der Erklärung, dass für die Gebrauchsmusteranmeldung der für die Patentanmeldung maßgebende Anmeldetag in Anspruch genommen wird.

## Geschichtliches

### Gebrauchsmuster-Hilfsanmeldung
Die Regelung, dass aus einer Patentanmeldung eine Gebrauchsmusteranmeldung „abgezweigt“ werden kann, ist durch das Gebrauchsmusteränderungsgesetz neu in das Gebrauchsmusterrecht eingeführt worden und zum 1. Januar 1987 in Kraft getreten. Nach dem bis dato geltenden alten Gebrauchsmusterrecht hatte der Patentanmelder die Möglichkeit, zusammen mit der Patentanmeldung eine so genannte Gebrauchsmuster-Hilfsanmeldung zu tätigen, deren Eintragung in das beim Patentamt für Gebrauchsmuster geführte Register (so genannte Gebrauchsmusterrolle) erst dann vorgesehen war, wenn sich die Patentanmeldung „erledigt“ hatte. Bei der „Erledigung“ einer Patentanmeldung konnte es sich um deren Zurückweisung oder Versagung (in einem Einspruchsverfahren), etwa wegen mangelnder Patentfähigkeit etc., aber auch um deren Erteilung zum Patent handeln. § 2 Abs. 6 Satz 1 GebrMG alter Fassung (a.F.) lautete:
„Wenn der Anmelder für den gleichen Gegenstand um ein Patent nachsucht, kann er beantragen, dass die Eintragung in die Gebrauchsmusterrolle erst vorgenommen wird, wenn die Patentanmeldung erledigt ist“.

### Nachteile
Nachteilig bei der geschilderten früheren Regelung war der Umstand, dass der Patentanmelder – gegebenenfalls – die Gebrauchsmuster-Hilfsanmeldung beantragen und hierfür bereits die Hälfte der für eine Vollgebrauchsmusteranmeldung vorgesehenen Anmeldegebühr entrichten musste, obwohl er zu diesem Zeitpunkt regelmäßig noch nicht wusste, ob seine Patentanmeldung zum angestrebten Patent führen oder zurückgewiesen werden würde. In erster Linie war eine Gebrauchsmuster-Hilfsanmeldung für den Patentanmelder im Falle der letzteren Variante sinnvoll, weil die Gebrauchsmuster-Hilfsanmeldung ihm einen Schutz sichern konnte, wenn die Patentanmeldung (später) zurückgewiesen oder versagt wurde. Allerdings war es dem Anmelder möglich, die Eintragung der Gebrauchsmuster-Hilfsanmeldung als Vollgebrauchsmuster in die Gebrauchsmusterrolle auch dann zu bewirken, wenn das Patent erteilt wurde. Hiermit konnte er sich für seine Erfindung wenigstens einen Gebrauchsmusterschutz sichern, falls das Patent später – etwa wegen mangelnder Erfindungshöhe – vernichtet werden sollte. Zwar sagte das Gebrauchsmustergesetz a.F. nichts darüber, ob die Gebrauchsmuster-Hilfsanmeldung nur gleichzeitig mit der Patentanmeldung oder auch vorher oder nachher eingereicht werden konnte. In der Regel wurde jedoch vom Anmelder als der sicherste Weg der der gleichzeitigen Einreichung gewählt.

## Gesetzliche Grundlagen nach geltendem Gebrauchsmusterrecht
Gesetzliche Grundlage für die Abzweigung einer Gebrauchsmusteranmeldung aus einer früheren Patentanmeldung ist § 5GebrMG. Nach Abs. 1 Satz 1 dieser Vorschrift kann der Anmelder, wenn er „mit Wirkung für die Bundesrepublik Deutschland für dieselbe Erfindung bereits früher ein Patent nachgesucht“ hat, „mit der Gebrauchsmusteranmeldung die Erklärung abgeben, dass der für die Patentanmeldung maßgebende Anmeldetag in Anspruch genommen wird“.

### Die Voraussetzungen im Einzelnen

#### Frühere Patentanmeldung
Der die Abzweigung anstrebende Anmelder muss bereits früher für dieselbe Erfindung ein Patent nachgesucht haben. Hierbei kann es sich um eine nationale Patentanmeldung nach deutschem Patentgesetz oder um eine europäische oder internationale Patentanmeldung handeln, für die Schutzerstreckung auf die Bundesrepublik Deutschland beantragt ist.

#### Abzweigungserklärung (Inanspruchnahme des Anmeldetags der Patentanmeldung)
Die Erklärung, dass der für die frühere Patentanmeldung maßgebende Anmeldetag in Anspruch genommen wird, muss schriftlich erfolgen. Die Schriftform ergibt sich aus den allgemeinen Erfordernissen des Patenterteilungs- und Gebrauchsmustereintragungsverfahrens. Da die Erklärung „mit der Gebrauchsmusteranmeldung“ abzugeben ist, müssen grundsätzlich gleichzeitig die Unterlagen der Gebrauchsmusteranmeldung (Anmeldungstext etc.) eingereicht werden.

### Fristen
Gemäß § 5 Abs. 1 Satz 3 GebrMG kann das Abzweigungsrecht nach Satz 1 der in Rede stehenden Vorschrift „bis zum Ablauf von zwei Monaten nach dem Ende des Monats, in dem die Patentanmeldung erledigt oder ein etwaiges Einspruchsverfahren abgeschlossen ist, jedoch längstens bis zum Ablauf des zehnten Jahres nach dem Anmeldetag der Patentanmeldung, ausgeübt werden“. Die auf maximal zehn Jahre begrenzte Ausübungsfrist erklärt sich aus der Laufzeit eines Gebrauchsmusters, die gemäß § 23 Abs. 1 GebrMG maximal zehn Jahre beträgt. Erledigt sich die Patentanmeldung zu einem früheren Zeitpunkt, so bleibt es bei der Zweimonatsfrist nach Erledigung der Patentanmeldung bzw. nach Abschluss eines etwaigen Einspruchsverfahrens. Durch die Befristung soll dem Anmelder noch eine angemessene Überlegungszeit für die Entscheidung über eine etwaige Gebrauchsmusteranmeldung (Abzweigung) verbleiben. Er kann sich während dieser Frist auf den Ausgang des Patenerteilungsverfahrens bzw. eines etwaigen Einspruchsverfahrens einstellen.

### Wirkung der Abzweigungserklärung

#### Anmeldetag der Patentanmeldung
Als Anmeldetag und Zeitrang der abgezweigten Gebrauchsmusteranmeldung gilt infolge der Inanspruchnahmeerklärung nach § 5 Abs. 1 Satz 1 GebrMG der Anmeldetag der früheren Patentanmeldung. Auch der Beginn der Laufzeit des Gebrauchsmusters entspricht dem Anmeldetag der früheren Patentanmeldung. Die Dauer der Schutzwirkung des Gebrauchsmusters beschränkt sich allerdings auf seine noch verbleibende (maximale) Restlaufzeit, gerechnet ab dem Zeitpunkt der Abzweigungserklärung (Inanspruchnahmeerklärung).

#### Priorität
Gemäß § 5 Abs. 1 Satz 2 GebrMG bleibt ein „für die Patentanmeldung beanspruchtes Prioritätsrecht... für die Gebrauchsmusteranmeldung erhalten“. Das bedeutet, dass sich der für die Beurteilung von Neuheit, erfinderischem Schritt und gewerblicher Anwendbarkeit maßgebliche Zeitpunkt nicht nur für die frühere Patentanmeldung, sondern auch für die abgezweigte Gebrauchsmusteranmeldung auf das vor dem Anmeldetag der früheren Patentanmeldung liegende Prioritätsdatum (z. B. den Anmeldetag einer dieselbe Erfindung betreffenden ausländischen Patentanmeldung desselben Anmelders) vorverlagert.

### Durchführung des Verfahrens
Nachdem der Anmelder mit der Gebrauchsmusteranmeldung die Abzweigungserklärung (§ 5 Abs. 1 Satz 1 GebrMG) abgegeben hat, „fordert ihn das Patentamt auf, innerhalb von zwei Monaten nach Zustellung der Aufforderung das Aktenzeichen und den Anmeldetag“ (der früheren Patentanmeldung) „anzugeben und eine Abschrift der Patentanmeldung einzureichen“, § 5 Abs. 2 Satz 1 GebrMG. „Werden diese Angaben nicht rechtzeitig gemacht, so wird das Recht nach“ § 5 „Absatz 1 Satz 1 verwirkt“, § 5 Abs. 2 Satz 2 GebrMG. Ist die Abschrift der früheren Patentanmeldung in einer fremden Sprache verfasst, so bestimmt § 8 Gebrauchsmusterverordnung (GebrMV), dass „der Abschrift der fremdsprachigen Patentanmeldung (§ 5 Absatz 2 des Gebrauchsmustergesetzes)...  eine deutsche Übersetzung beizufügen“ ist, „es sei denn, die Anmeldungsunterlagen stellen bereits die Übersetzung der fremdsprachigen Patentanmeldung dar“.